# Aan de andere kant van de grens
Aan de andere kant van de grens is een van oorsprong Brits hoorspel van Rosemary Timperley. Onder de naam Across the Boundary werd het op 11 maart 1964 door de BBC uitgezonden. Het hoorspel werd in het Nederlandse vertaald door C. Denoyer. De uitzending vond plaats op woensdag 30 juni 1965 bij de VARA, onder regie van Jan C. Hubert. De uitzending duurde 48 minuten.

## Rolbezetting
De Nederlandse rolbezetting was als volgt:
- Joke Hagelen (Mary)
- Hans Veerman (Alec)

## Verhaal
De veertigjarige accountant Alec ontmoet in een restaurant het meisje Mary. Hij betaalt haar koffie omdat ze haar portemonnee is vergeten. Daarna vraagt Mary hem of ze mag blijven slapen in zijn appartement. Ze komt aanvankelijk over als een lief, verlegen meisje, maar het blijkt dat er meer aan de hand is. Mary draagt een moeilijk verleden met zich mee: haar omgeving legt haar ondraaglijke beperkingen op, en ze probeert hieraan te ontkomen. Ze ziet in Alec de persoon die haar zou kunnen beschermen.